# نبرد تیرپل
نبرد تیرپل نبردی بود که در سال ۱۵۸۳ میلادی و مابین دو سپاه حکومت مرکزی صفویه (شاه محمد خدابنده) از یکسو و شورشیان به فرماندهی علی‌قلی‌بیگ گورکان شاملو و به حمایت عباس میرزا (بعدا" شاه عباس یکم) از سوی دیگر روی داد. در این نبرد قلعه هرات توسط شاه محمد خدابنده محاصره شد. نتیجه نبرد و محاصره قلعه هرات، مصالحه علی‌قلی‌بیگ گورکان شاملو و شاه محمد خدابنده بود. یکی دیگر از دلایل پایان جنگ و ایجاد مصالحه، اختلاف میان سران قزلباش و دودلی در ادامه جنگ به دلیل خبر حمله عثمانی به آذربایجان، بود.
عباس میرزا (شاه عباس یکم) به همراه علی‌قلی‌بیگ گورکان شاملو در درگیری‌های خراسان، محاصره قلعه نیشابور، محاصره قلعه تربت و نبرد تیرپل علیه پدرش شاه محمد خدابنده (شاه وقت) جنگید.

## پیش زمینه
پس از صلح شاه محمد خدابنده با مرشد قلی‌خان سلطان استاجلو  پس از محاصره تربت، لشکر شاه محمد خدابنده به قصد تصرف هرات راه افتاد. سرداران ترکمان و تکلو صلاح دیدند که سپاه شاهی را با شتاب به غوریان برسانند و پس از اینکه خبر حرکت اردو از تربت به شاه عباس یکم و علی‌قلی‌بیگ گورکان شاملو رسد، آنها را نابود کنند، زیرا اگر خبر به غوریان می‌رسید شاه عباس و علی‌قلی‌بیگ گورکان شاملو که با ارتش شاه محمد خدابنده توان مقاومت نداشتند، ناچار خویش را به قلعه هرات می رساندند و در آنجا پناه می‌گرفتند و گرفتن آن دژ، که به مراتب از قلعه تربت محکم تر بود به آسانی میسر نمی‌شد.

## آغاز نبرد و پراکندگی سپاه شاه عباس
سپاه شاه محمد خدابنده به غوریان حمله کرد و آن مسافت را ۳ روزه طی کرد. در روز چهارم سپاه با قوای شاه عباس یکم و علی‌قلی‌بیگ گورکان شاملو در محلی به نام تیرپل رو به رو شدند. علی‌قلی‌بیگ گورکان شاملو که منتظر آن حمله ناگهانی نبود، با آنکه لشکریان شاه محمد خدابنده ۱۰ برابر سواران او بودند، ناچار آماده درگیری شدند. در جنگی که در تیرپل رخ داد سپاهیان علی‌قلی‌بیگ گورکان شاملو به سختی جنگیدند اما به دلیل بیشتر بودن لشکر شاه محمد خدابنده شکست خوردند و بسیاری از سران طوایف استاجلو و شاملو را کشتند و ابراهیم‌خان استاجلو برادر مرشد قلی‌خان سلطان استاجلو را نیز دستگیر کردند. در خلال جنگ، شاه عباس و علی‌قلی‌بیگ گورکان شاملو از هم جدا افتادند و هر کدام از سویی به سوی هرات عقب‌نشینی کردند.

## ناکامی مرتضی قلی‌خان پرناک ترکمان در تصرف قلعه هرات و محاصره دژ توسط سپاه شاه محمد خدابنده
شاه محمد خدابنده، مرتضی قلی‌خان پرناک ترکمان حکمران مشهد را با چند تن از امرا و یک دسته سوار مامور کرد که خود را سریعا به دژ هرات رسانند و تا شاه عباس و علی‌قلی‌بیگ گورکان شاملو نرسیده‌اند، قلعه را فتح کنند. اما مرتضی قلی‌خان پرناک ترکمان و همراهانش که از تربت تا غوریان را نیز با شتاب طی کرده بودند، به دلیل خستگی مردان و اسب‌ها، چون به شهر هرات رسیدند در پناهگاهی فرود آمدند، تا شب را در آنجا استراحت کنند و بامداد روز دیگر قلعه شهر را تصرف کنند. بر حسب اتفاق شاه عباس با اندکی از همراهیانش پیش از نیمه شب وارد دژ شدند و به کار دفاع و دژبانی مشغول شدند. صبحگاه که مرتضی قلی‌خان پرناک ترکمان به سوی قلعه رفتند، دروازه‌ها را مسدود و برج و بارو را محافظت شده دیدند. تاریخ‌نگاران همین اندک سهل انگاری مرتضی قلی‌خان پرناک ترکمان را یکی از عوامل به قدرت رسیدن شاه عباس یکم می‌دانند.
بعد از ورود علی‌قلی‌بیگ گورکان شاملو و شاه عباس به قلعه، اردوی شاه محمد خدابنده، حمزه میرزا (ولیعهد) و سران دولت، وارد شهر هرات شدند و قلعه هرات را محاصره کردند.

## تاکتیک بی‌حاصل میرزا سلمان جابری اصفهانی
محاصره هرات زیاد طول نکشید و چون گروهی از سرداران بزرگ قزلباش، به ویژه سران طوایف استاجلو و شاملو تمایلی به جنگ نداشتند، کاری از پیش نمی‌رفت. میرزا سلمان جابری اصفهانی که در گرفتن آن قلعه کوشش فراوان داشت، امرای لشکر را مورد خشم و سرزنش قرار داد و یک بار دیگر آنها را به ریا و دورویی متهم گردانید و دستور داد تا مقدمات یورش به قلعه را در هنگامی که وی تعیین می‌کند، فراهم بگردانند. قرار بود نردبان‌هایی بلند ساخته شود و از طریق آنها وارد قلعه شوند ولی مخالفان میرزا سلمان جابری اصفهانی، علی‌قلی‌بیگ گورکان شاملو را به وسیله نامه‌ای که با تیر به درون دژ انداختند، آگاه کردند و نقشه میرزا سلمان جابری اصفهانی را بدون نتیجه گذاردند. کمی بعد میرزا سلمان جابری اصفهانی نیز به وسیله توطئه‌ای کشته می‌شود.

## کشتن میرزا سلمان جابری اصفهانی
میرزا سلمان جابری اصفهانی با کوتاه کردن دست امرای قزلباش از قدرت و تفرقه انداختن در میان سران و امرای قزلباش، باعث شد سران قزلباش طی توطئه‌ای وی را در باغ زاغان هرات (در خلال نبرد تیرپل) به قتل برسانند.

## خبر لشکرکشی فرهاد پاشا به آذربایجان و پایان محاصره هرات
در خلال جنگ از آذربایجان خبر رسید که فرهاد پاشا، سرلشکر امپراتوری عثمانی با قوای بسیار به سوی ایران می‌آید. جمعی از سران سپاه شاه محمد خدابنده، صلاح در آن دیدند که هر چه سریع‌تر با علی‌قلی‌بیگ گورکان شاملو صلح کنند و برای جلوگیری حمله عثمانب به غرب بروند. طی مذاکرات و رفت و آمدهای امرای قزلباش، نهایتا" میان طرفین صلح برقرار شد.

## مفاد صلح
- از این پس قرار شد در خراسان، سکه و خطبه به نام شاه محمد خدابنده خوانده شود و نه شاه عباس.
- خراسان ولیعهدی حمزه میرزا را به رسمیت بشناسد.
- حکومت خراسان دوباره به  علی‌قلی‌بیگ گورکان شاملو و شاه عباس بازگشت.
- مرتضی قلی‌خان پرناک ترکمان از حکومت مشهد معزول شد.